# Exploitation informatique
 (décembre 2018).
Si vous disposez d'ouvrages ou d'articles de référence ou si vous connaissez des sites web de qualité traitant du thème abordé ici, merci de compléter l'article en donnant les références utiles à sa vérifiabilité et en les liant à la section « Notes et références ».
L'exploitation informatique est l'activité qui consiste à maintenir opérationnel de manière stable, sûre et sécurisée un outil informatique dans un environnement de développement, de qualification, de formation, ou de production, dans ses parties matérielles et logicielles.